# Carlo Bettin
Carlo Bettin (Padova, 6 settembre 1919 – ...) è stato un calciatore italiano, di ruolo difensore.

## Caratteristiche tecniche
Giocava come centromediano.

## Carriera
Nella stagione 1945-1946 gioca nel Trento, con cui disputa 20 partite in seconda serie; passa poi al Bolzano, con cui nella stagione 1947-1948 gioca 34 partite in Serie B; gioca nella squadra altoatesina anche nella stagione 1948-1949, nella stagione 1949-1950 e nella stagione 1950-1951, tutte in Serie C.

## Palmarès

### Club

#### Competizioni nazionali
- Serie C: 1

Bolzano: 1946-1947